# Coleophora totanae
Coleophora totanae é uma espécie de mariposa do gênero Coleophora pertencente à família Coleophoridae.